# حامد بن احمد الرفاعی
حامد بن احمد الرفاعی با نام کامل حامد بن احمد بن زعل باشا الرفاعی (عربی: حامد بن أحمد الرفاعي)؛ (زاده: ۱۹۴۰) واعظ و متفکر عربستان است، و بیش از ۳۰ سال از زمانی که استاد دانشگاه عبدالعزیز پادشاه عربستان در جده بود به موضوع گفتگوی فرهنگ‌های مختلف علاقه‌مند بود، و سپس به عنوان مشاور تمام وقت دبیرکل اتحادیه جهان اسلامی عبدالله بن عمر نصیف مشغول به کار بود و همچنین زمانی توسط شورای اجرایی اتحادیه انتخاب شد و نیز سایر مسئولیت‌ها و مناصبی که در این رابطه عهده‌دار شد به او یک فرصت بزرگ در زمینه فعالیت برای گفتگو با دیگران به وجود آورد.
الرفاعی در اولین هیئت ترتیب داده شده توسط کنفرانس جهانی اسلامی، به ریاست عبدالله بن عمر نصیف و همراهی محمد معروف الدوالیبی (مشاور دربار سلطنتی عربستان) و عبدالله بن بیه (وزیر سابق دادگستری موریتانی)، به دیدار پاپ رفت تا دیدگاه‌های مسلمانان و مسیحیان را به یکدیگر نزدیک کنند.

## زندگی‌نامه
الرفاعی در روستای بصره حریری در منطقه حوران و در خانواده معروف الرفاعی متولد شد. پدرش شیخ احمد بن زال پاشا الرفاعی از رهبران و صاحبنظران حوران است که از مجاهدین و رهبران قبیله‌ای است. پدر بزرگش شیخ زعیم پاشا الربیع یکی از رهبران و صاحبنظران حوران است. او یکی از ستون‌های انقلاب ملی علیه فرانسوی‌ها بود.

## وضعیت خانوادگی
الرفاعی با نوه مجاهد قهرمان انقلاب علیه قیمومیت فرانسوی بر سوریه امیر إسماعیل باشا الحریری ازدواج کرد.
او دوازده پسر و یک دختر دارد.

## مدارک تحصیلی
- استاد شیمی
- دکترای شیمی آلی - دانشگاه قاهره – مصر.
- کارشناسی ارشد شیمی آلی صنعتی، دانشگاه الازهر، مصر، و دانشگاه سونی، انگلستان
- لیسانس شیمی و زمین‌شناسی، دمشق، سوریه.

## شماری از وظایف و مسئولیت‌ها
- استاد شیمی در وزارت آموزش و پرورش عربستان سعودی از سال ۱۹۶۴ تا سال ۱۹۷۸
- استاد شیمی آلی، دانشگاه شاه عبدالعزیز، جده، ۱۹۷۸ تا ۱۹۹۸
- دستیار دبیرکل کنفرانس جهانی اسلامی از سال ۱۹۸۷
- معاون رئیس کنفرانس جهانی اسلامی
- رئیس انجمن اسلامی بین‌المللی برای گفتگو
- رئیس کمیته ارتباطات اسلامی کاتولیک / واتیکان
- عضو شورای جهانی رهبران مذهبی
- عضو شورای اجرایی کنفرانس جهانی اسلامی[۳]

## انتشارات علمی و فکری
حامد بن احمد الرفاعی بسیاری از تحقیقات خودش را در زمینه تفکر و حمایت اسلامی منتشر کرده‌است که ازجمله:
- اسلام … و افتخار زنان
- اسلام و آغاز تمدن مشترک انسانی
- سکولاریسم بین مرکزیت و افراط‌گرایی
- اسلام و کثرت گرایی سیاسی
- اسلام و ادغام فرهنگی
- اسلام و نظم نوین جهانی[۴]

## کنفرانس‌ها و سمینارها
الرفاعی ریاست هیئت‌های مختلفی را در تعداد زیادی از سمینارها و کنفرانس‌های بین‌المللی و اسلامی حول گفتگوی مذاهب را برعهده داشت که طی آن چندین تحقیق و سخنرانی دربارهٔ گفتگوی جهانی میان تمدن‌ها ارائه شده‌است.